# Stazione di San Marco-Roggiano
Stazione di San Marco-Roggiano vasútállomás Olaszországban, Calabria régióban, San Marco Argentano településen.

## Vasútvonalak
Az állomást az alábbi vasútvonalak érintik:
- Cosenza-Sibari-vasútvonal

## Kapcsolódó állomások
A vasútállomáshoz az alábbi állomások vannak a legközelebb:
- Stazione di Tarsia
- Stazione di Mongrassano-Cervicati